# Udo Lattek
Udo Lattek est un footballeur puis entraîneur allemand, né le 16 janvier 1935 à Bosemb, Prusse-Orientale, maintenant province polonaise, et mort le 31 janvier 2015 à Cologne.
Il est, avec quatorze titres majeurs remportés dans sa carrière, l'un des plus glorieux entraîneur de football de l'histoire, notamment avec le Bayern Munich. Il a également remporté plusieurs trophées importants avec le Borussia Mönchengladbach et le FC Barcelone. Il est avec l'italien Giovanni Trapattoni, le seul à avoir remporté les trois coupes européennes de football en club, mais l'unique à l'avoir fait avec trois équipes différentes.
Il devient par la suite commentateur de sport sur une chaîne de télévision allemande.

## Du joueur à l'entraîneur
Tandis qu'il se prépare aussi à une carrière de professeur, il joue avec le SSV Marienheide, le Bayer Leverkusen et le VfR Wipperfürth puis, en 1962, il rejoint le VfL Osnabrück. Durant la saison 1962-63, il joue sa première saison en première division allemande, mais le club n'étant pas qualifié pour la nouvelle formule de la Bundesliga, il passe ses dernières saisons au VfL Osnabrück en deuxième division. L'attaquant, très réputé pour son jeu de tête, marque entre 1962 et 1965, 34 buts en 70 matches. Au début de l'année 1965, il est prématurément libéré de son contrat pour s'engager avec l'équipe technique de la Fédération allemande de football (DFB), en tant qu'entraîneur des équipes de jeunes, mais aussi, aux côtés de Dettmar Cramer, en tant qu'entraîneur adjoint de Helmut Schön, le sélectionneur national. Grâce au travail de ce trio d'entraîneur, l'Équipe d'Allemagne arrive en finale de la Coupe du monde 1966.

## Premier passage au Bayern Munich
En mars 1970, il prend les rênes du Bayern Munich, en remplacement du Yougoslave Branko Zebec. Il est recommandé au club par la vedette de l'équipe, Franz Beckenbauer, mais sa nomination est très controversée car Lattek n'a aucune expérience d'entraîneur de club. En plus de Beckenbauer, le Bayern possède dans ses rangs l'attaquant Gerd Müller et le gardien de but Sepp Maier dans ses rangs. Dès son arrivée, Lattek fait débuter en équipe première Paul Breitner et Uli Hoeness. Sous ses ordres, jusqu'en 1975, il conduit le club à trois titres de champion consécutifs ainsi qu'à la victoire en Coupe d'Allemagne. Le plus grand succès du Bayern sous sa direction est la victoire en Coupe des clubs champions européens en 1974, face à l'Atlético de Madrid. C'est le premier succès d'une équipe allemande dans cette compétition.
Six joueurs du Bayern font également partie des succès de l'équipe nationale ouest-allemande lors du Championnat d'Europe des nations 1972 et la Coupe du monde 1974. Les mauvais résultats lors de la saison 1974-1975 entraînent son départ et son remplacement par Dettmar Cramer.

## Les années Mönchengladbach
Au début de la saison 1975-76, il devient entraîneur du Borussia Mönchengladbach en remplacement d'Hennes Weisweiler. Il reste en poste jusqu'en 1979, le temps de gagner deux titres de champion d'Allemagne et la Coupe UEFA 1978-1979 contre l'Étoile Rouge Belgrade. Lors de la saison 1977-1978, il échoue dans la conquête de quatre titres consécutifs de champion pour le Borussia, en s'inclinant à la différence de but, contre le FC Cologne d'Hennes Weisweiler.
En 1977, le club perd la finale de la Coupe des clubs champions européens contre Liverpool FC à Rome (1-3). Le gagnant refuse cependant de participer à la Coupe intercontinentale et le Borussia affronte alors Boca Juniors. Après un 2-2 honorable à l'aller à Buenos Aires, le club s'incline lourdement au retour, à Karlsruhe, 0-3. Après une saison 1978-79 quelconque en championnat avec M'Gladbach, il quitte le club pour un autre Borussia, celui de Dortmund cette fois. L'expérience de deux saisons se révèle un échec.

## Aux commandes du FC Barcelone
En 1981, le club espagnol du FC Barcelone l'engage pour devenir le successeur d'Helenio Herrera. Il mène le club à la victoire en Coupe des coupes en 1982, battant le Standard de Liège (2-1). Après une première saison assez réussie, il engage l'Argentin Diego Maradona pour l'année suivante. À tout juste 22 ans, il est alors le plus gros transfert de l'histoire à l'époque. Mais un manque de résultats fait partir Lattek du FC Barcelone. Il est remplacé par César Luis Menotti, l'entraîneur vainqueur de la Coupe du monde 1978 avec l'Argentine.

## Le retour au Bayern
Udo Lattek revient au Bayern Munich grâce à son ami Uli Hoeness, devenu un des dirigeants du club. Dans les années suivantes, il remporte deux autres coupes d'Allemagne et à nouveau trois titres consécutifs de champion. Il échoue cependant une nouvelle fois en finale de la Coupe des clubs champions en s'inclinant contre le FC Porto (1-2). À la fin de la saison 1987, Lattek décide de se retirer provisoirement du football.

## Les épisodes FC Cologne et Schalke 04
En 1991, Lattek rejoint le FC Cologne en tant que directeur technique. Il dirige un seul match en tant qu'entraîneur. L'année suivante, il retrouve le poste d'entraineur avec Schalke 04, pour le premier tiers de la saison avant de se retirer.

## Au chevet du Borussia Dortmund
Lattek officialise sa retraite en tant qu'entraîneur et se consacre désormais à son poste de commentateur sportif et de chroniqueur au journal Die Welt mais aussi au magazine de sport Kicker. Lors de la saison 1999-2000, le Borussia Dortmund est au plus mal. Le vainqueur de la Ligue des Champions 1997 a besoin d'un entraîneur pour les cinq derniers match de la saison, alors que le club n'est qu'à un point de la zone de relégation. Deux victoires, deux nuls et une défaite, face au Bayern, sont suffisants pour sauver le Borussia. Il laisse alors le poste d'entraîneur à Matthias Sammer, qui devient à 34 ans, deux années plus tard, le plus jeune entraîneur vainqueur du titre de champion.
Udo Lattek devient l'un des commentateurs vedettes de la chaîne allemande DSF. Souffrant de la maladie de Parkinson, il meurt le 1er février 2015,.

## Bilan de carrière

### Joueur
- SSV Marienheide
- Bayer Leverkusen
- VfR Wipperfürth
- VfL Osnabrück (1962-65)

### Entraîneur
- 1965-70 : Entraîneur des Jeunes et Entraîneur-Adjoint de l'équipe nationale allemande.
- 1970-75 : Bayern Munich. Champion d'Allemagne (1972, 1973, 1974), Vainqueur de la Coupe d'Allemagne (1971), Vainqueur de la Coupe d'Europe des Champions (1974)
- 1975-1979 : Borussia Mönchengladbach. Champion d'Allemagne (1976, 1977), Vainqueur de la Coupe de l'UEFA (1979)
- 1979-81 : Borussia Dortmund.
- 1981-83 : FC Barcelone. Vainqueur de la Coupe des Coupes (1982)
- 1983-87 : Bayern Munich. Champion d'Allemagne (1985, 1986, 1987), Vainqueur de la Coupe d'Allemagne (1984, 1986).
- 1991 : FC Cologne
- 1992 : Schalke 04
- 2000 : Borussia Dortmund.